# Ulica Zagrody w Krakowie
Ulica Zagrody – ulica w Krakowie, w dzielnicy VIII Dębniki, łącząca ulicę Szwedzką z ulicą Bałuckiego.
Ulica otrzymała nazwę w 1912 roku. Nawiązuje ona do nazwy historycznej osady folwarcznej Zagrody za Zakrzowem poświadczonej już w XVI wieku. Należała ona do parafii kościoła na Skałce. Przebieg późniejszej ulicy i położonej przy niej osady widoczny jest na katastrze galicyjskim Dębnik z 1847 roku w pobliżu nieistniejącego już dzisiaj starorzecza Wisły. Ulica oznaczona jest na planie Krakowa z 1914 roku, stanowiąc wówczas przedłużenie ul. Polnej (obecnie ul Bałuckiego).
W połowie lat 80. XX wieku przy ul. Zagrody 23 powstała Galeria Zderzak, jedna z ważniejszych galerii sztuki współczesnej w Krakowie. Obecnie działa przy ul. Floriańskiej 3.